# Gambara (Lombardei)

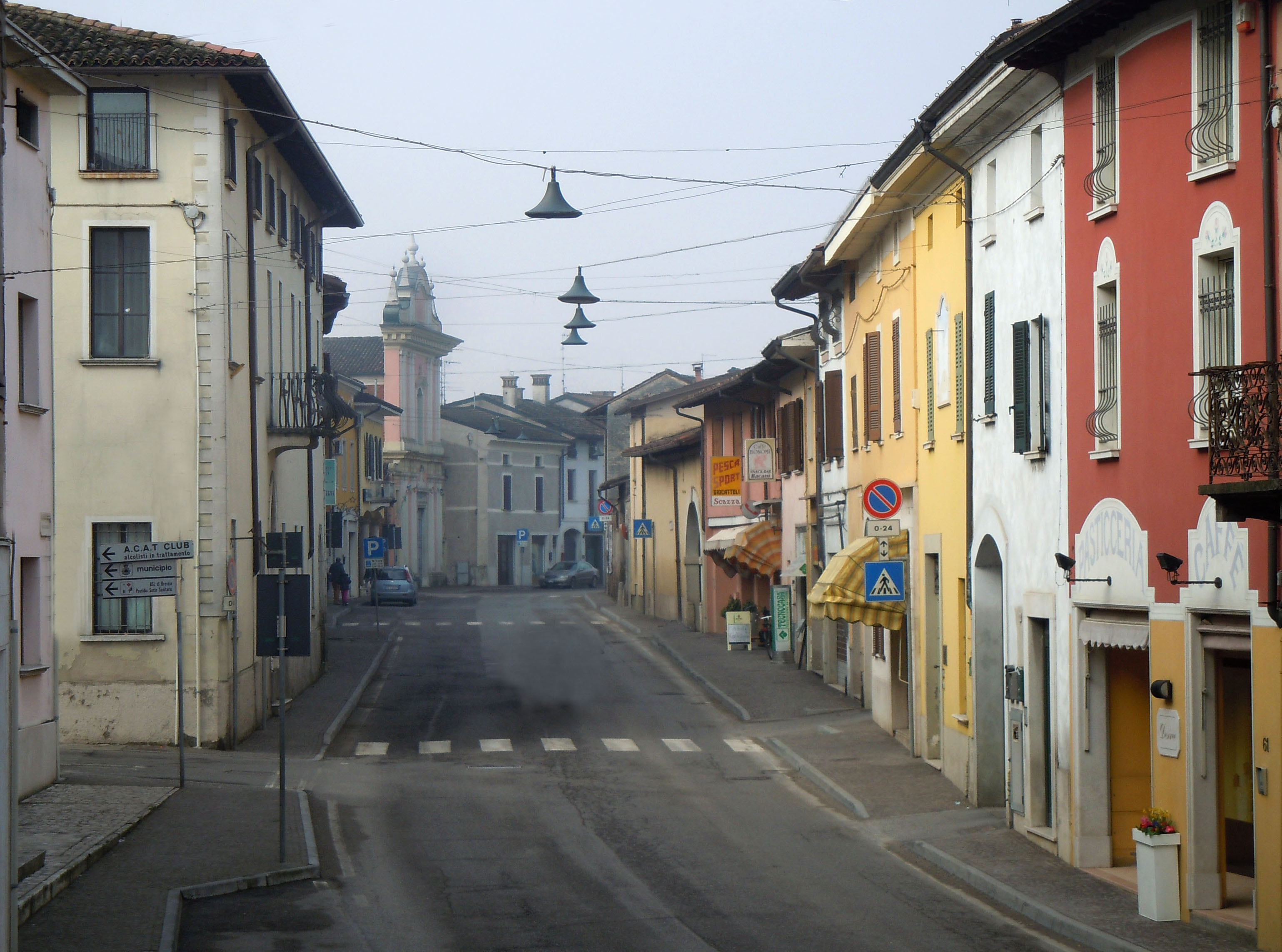
Gambara (2011)

Gambara ist eine norditalienische Gemeinde (comune) mit 4567 Einwohnern (Stand 31. Dezember 2023) in der Provinz Brescia in der Lombardei. Die Gemeinde liegt etwa 31,5 Kilometer südsüdöstlich von Brescia. Gambara grenzt unmittelbar an die Provinzen Cremona und Mantua. Die Nachbargemeinden sich Asola (MN), Fiesse, Gottolengo, Isorella, Ostiano (CR), Pralboino, Remedello und Volongo (CR).